# Mitsuru Nagata
Mitsuru Nagata (永田 充?, Nagata Mitsuru; Shizuoka, 6 aprile 1983) è un ex calciatore giapponese, di ruolo difensore.

## Statistiche

### Cronologia presenze e reti in Nazionale
| Cronologia completa delle presenze e delle reti in nazionale ― Giappone | Cronologia completa delle presenze e delle reti in nazionale ― Giappone | Cronologia completa delle presenze e delle reti in nazionale ― Giappone | Cronologia completa delle presenze e delle reti in nazionale ― Giappone | Cronologia completa delle presenze e delle reti in nazionale ― Giappone | Cronologia completa delle presenze e delle reti in nazionale ― Giappone | Cronologia completa delle presenze e delle reti in nazionale ― Giappone | Cronologia completa delle presenze e delle reti in nazionale ― Giappone |
| Data                                                                    | Città                                                                   | In casa                                                                 | Risultato                                                               | Ospiti                                                                  | Competizione                                                            | Reti                                                                    | Note                                                                    |
| ----------------------------------------------------------------------- | ----------------------------------------------------------------------- | ----------------------------------------------------------------------- | ----------------------------------------------------------------------- | ----------------------------------------------------------------------- | ----------------------------------------------------------------------- | ----------------------------------------------------------------------- | ----------------------------------------------------------------------- |
| 7-9-2010                                                                | Osaka                                                                   | Giappone                                                                | 2 – 1                                                                   | Guatemala                                                               | Amichevole                                                              | -                                                                       | 46’                                                                     |
| 21-1-2011                                                               | Doha                                                                    | Giappone                                                                | 3 – 2                                                                   | Qatar                                                                   | Coppa d'Asia 2011 - Quarti di finale                                    | -                                                                       | 90+3’                                                                   |
| Totale                                                                  |                                                                         | Presenze                                                                | 2                                                                       |                                                                         | Reti                                                                    | 0                                                                       |                                                                         |

## Palmarès

### Nazionale
- Coppa d'Asia: 1

2011